# Пащак Ярослав Петрович
Ярослав Петрович Пащак (2 грудня 1922, Бонарівка — 4 січня 1996, Іллічівськ, Одеської області) — український поет і мемуарист, дослідник замішанців, член південної похідної групи ОУН, учасник руху спротиву в таборах ГУЛАГу. Син співробітника газети «Голос Дяків» Петра Пащака.

## Життєпис
Народився 2 грудня 1922 року в родині дяка церкви Покрови Пресвятої Богородиці села Бонарівка Петра Пащака. Етнічний замішанець.
До 1933 року здобував освіту в початковій школі села Бонарівка. В 1933—1940 рр. навчався в українській гімназії в Перемишлі. 
В дитинстві та в часи навчання в гімназії писав вірші, які надсилав для публікації у львівські українські часописи. 
Член похідної групи ОУН «Південь» (підгрупа А-IV) (1941). 
З 1941 по 1943 рр. входив до обласного проводу ОУН у Вінниці, де очолював міський провід облцентру. 
В 1943 — 1944 рр. — секретар Українського комітету у Ряшеві.
У травні 1945 року став жертвою радянської депортації замішанців з села Бонарівка. 2 червня 1945 року прибув на станцію Снятин і оселився в селі Горішнє Залуччя. 
Вчителював в школах Снятинщини, в тому числі в Прутівці (Карлові) до арешту в 1950 р. 
Заарештований у Чернівцях як студент місцевого університету 10 листопада 1950 року.  Обвинувачувався в тім, щоб членом ОУН, учасником «Похідної групи ОУН», а також був керівником ОУН у м. Вінниця. 
Військовим трибуналом військ МВС Чернівецької області 15 грудня 1950 року засуджений на 25 років позбавлення волі та 5 років пониження в правах із конфіскацією майна.
В 1950 — 1956 рр. — в'язень концтабору у Воркуті. Брав участь у повстанні політичних в'язнів у Воркуті 19 липня — 1 серпня 1953 у таборі «Річлаг».
Після амністії на Снятинщину повернутись не зміг і до кінця життя працював у порту м. Іллічівськ (сучасний Чорноморськ).
13 листопада 1992 року був реабілітованим у власній кримінальній справі за 1950 рік. 
Помер 4 січня 1996 року. Похований в м. Іллічівськ (сучасний Чорноморськ), де проживав з родиною. 

## Творча спадщина
Автобіографія, а також спогади і інші роздуми Ярослава Пащака були впорядковані Зиновієм Буцьо у книзі «Родимий край, село родиме». Книга вийшла опісля смерті автора в 2001 р.
60 % книги складають нотатки Я. Пащака, 40 % нариси З. Буцьо, А. Курдидика і ін. та є першою книгою про замішанський острів українців біля Стрижова на Закерзонні.